# Kediri
Kediri (javanisch ꦏꦸꦛꦑꦼꦝꦶꦫꦶ) ist eine indonesische Stadt in der Provinz Ostjava (Jawa Timur).

## Geographie
Kediri liegt im Landesinneren der Insel Java, etwa 100 km von der Provinzhauptstadt Surabaya entfernt. Sie ist als Stadt (Kota) direkt der Provinz Ostjava unterstellt. Gleichzeitig ist es der Verwaltungssitz des Regierungsbezirks (Kabupaten) Kediri, der die Stadt komplett umgibt.
Die Stadt Kediri ist verwaltungstechnisch in drei Distrikte (Kecamatan) aufgeteilt: Mojoroto (mit 112.869 Einwohnern), Kota (mit 89.495 Einwohnern) und Pesantren (mit 90.233 Einwohnern). Diese unterteilen sich weiter in 46 Dörfer städtischen Typs (Kelurahan).

### Administrative Gliederung
| Code 2   | Kecamatan Distrikt | Fläche (km²) | Volkszählung 2020 1 | Volkszählung 2020 1 | Volkszählung 2020 1 | Anzahl der Kelurahan 6 | Kelurahan (Verwaltungssitz in kursiv) |
| Code 2   | Kecamatan Distrikt | Fläche (km²) | Einwohner 3         | 0Dichte 40          | Sex Ratio 5         | Anzahl der Kelurahan 6 | Kelurahan (Verwaltungssitz in kursiv) |
| -------- | ------------------ | ------------ | ------------------- | ------------------- | ------------------- | ---------------------- | --- |
| 35.71.01 | Mojoroto           | 24,6         | 114.553             | 4.656,6             | 103,9               | 14                     | Bandar Kidul, Bandar Lor, Banjarmlati, Bujel, Campurejo, Dermo, Gayam, Lirboyo, Mojoroto, Mrican, Ngampel, Pojok, Sukorame, Tamanan                                                      |
| 35.71.02 | Kota               | 14,9         | 84.291              | 5.657,1             | 96,6                | 17                     | Balowerti, Banjaran, Dandangan, Jagalan, Kaliombo, Kampungdalem, Kemasan, Manisrenggo, Ngadirejo, Ngronggo, Pakelan, Pocanan, Rejomulyo, Ringinanom, Semampir, Setonogedong, Setonopande |
| 35.71.03 | Pesantren          | 23,9         | 87.952              | 3.680,0             | 99,4                | 15                     | Banaran, Bangsal, Betet, Bawang, Blabak, Burengan, Jamsaren, Ketami, Ngletih, Pakunden, Pesantren, Singonegaran, Tempurejo, Tinalan, Tosaren                                             |
| 35.71.0  | Kota Kediri        | 63,4         | 286.796             | 4.523,6             | 100,3               | 46                     | |

### Demographie
Ende 2021 (Bevölkerungsfortschreibung) herrschte ein leichter Frauenüberschuss (147.452 Personen bzw. 50,31 %). 44,41 % der Bevölkerung sind ledig, 46,50 verheiratet, 2,68 % geschieden und 6,41 % verwitwet. Der Islam ist die vorherrschende Religion (91,92 %) in der Stadt, Protestanten (5,48 %) und Katholiken (2,14 %) nehmen die nächsten Positionen in der Rangliste ein.

## Geschichte
Um 1940 fiel ein Meteorit in eine Kautschukplantage, ungefähr zehn Kilometer südlich von Kediri. Der Meteorit erhielt später den offiziellen Namen Kediri.

## Sport
Der größte Fußballverein der Stadt heißt Persik und spielt derzeit in der höchsten indonesischen Liga, der Liga 1.

## Söhne und Töchter der Stadt
- Anton Herman Gerard Fokker (1890–1939), Flugzeugbauer[6]
- Manowar Musso (1898–1948), Politiker der PKI